# Vincent Michalet
Vincent Michalet (ur. 1 lipca 1992) – francuski lekkoatleta specjalizujący się w biegach sprinterskich.
Brązowy medalista europejskiego festiwalu młodzieży z 2009 roku w sztafecie 4 x 100 metrów. W 2010 bez większych sukcesów w biegu na 100 metrów oraz sztafecie brał udział w mistrzostwach świata juniorów. Podczas mistrzostw Europy juniorów w Tallinnie (2011) odpadł w eliminacjach biegu na 200 metrów oraz wraz z kolegami z reprezentacji sięgnął po złoto w biegu rozstawnym 4 x 100 metrów.  
Rekordy życiowe: bieg na 100 metrów – 10,51 (4 czerwca 2011, Fort-de-France); bieg na 200 metrów – 21,07 (25 czerwca 2011, Les Abymes). 